# Coupe Spengler 1988
Navigation
Édition précédente Édition suivante
La Coupe Spengler 1988 est la 62e édition de la Coupe Spengler. Elle se déroule en décembre 1988 à Davos, en Suisse.

## Règlement du tournoi
Les équipes sont regroupés au sein d'un seul groupe. Les équipes jouent un match contre chacune des autres équipes. Le premier de la poule est déclaré vainqueur de la Coupe Spengler.

## Résultats des matchs et classement
| Clt   | Équipe                | PJ | V | D | N | BP | BC | Pts |
| ----- | --------------------- | -- | - | - | - | -- | -- | --- |
| +001, | États-Unis            | 4  | 3 | 1 | 0 | 21 | 18 | 6   |
| +002, | Canada                | 4  | 3 | 1 | 0 | 23 | 18 | 6   |
| +003, | Krylia Sovetov Moscou | 4  | 2 | 2 | 0 | 18 | 16 | 4   |
| +004, | HC Davos              | 4  | 1 | 3 | 0 | 16 | 19 | 2   |
| +005, | Tesla Pardubice       | 4  | 1 | 3 | 0 | 11 | 18 | 2   |

- Qualifié directement pour la finale

## Finale
| 31 décembre | États-Unis | 8-1 (2:0, 2:0, 4:1) | Canada | Eisstadion Davos |